# Puzzle de Slothouber–Graatsma

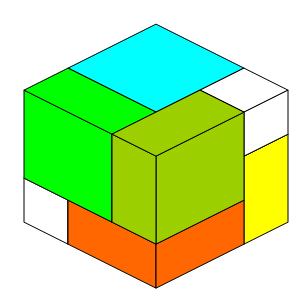
Puzzle de Slothouber–Graatsma assemblé

Le puzzle de Slothouber – Graatsma est un problème d'empilement qui exige d'empiler six blocs de 1 × 2 × 2 et trois blocs de 1 × 1 × 1 dans une boîte de 3 × 3 × 3. La solution à ce casse-tête est unique (aux réflexions et rotations près). Il tire son nom de ses inventeurs Jan Slothouber et William Graatsma.

## Solution

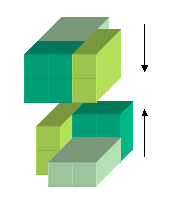
Solution partielle du puzzle de Slothouber-Graatsma montrant les six blocs de 1 x 2 x 2 en vue éclatée.

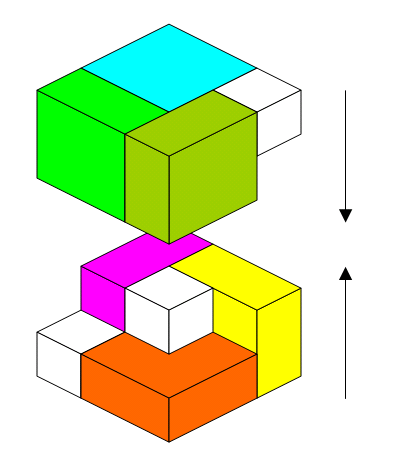
Solution complète du puzzle de Slothouber-Graatsma montrant tous les blocs vue éclatée.

Le puzzle est essentiellement le même si les trois blocs de 1 × 1 × 1 sont laissés de côté, de sorte que la tâche revient à empiler les six blocs de 1 × 2 × 2 dans une boîte cubique.
La solution du puzzle de Slothouber–Graatsma devient simple lorsque l'on s'aperçoit que les trois blocs 1 × 1 × 1 (ou les trois trous) doivent être placés le long du corps de la diagonale de la boîte avec chacune des couches 3 x 3 dans les différentes directions doit contenir un tel bloc. Cela découle des considérations de parité, parce que les grands blocs ne peuvent remplir un nombre pair de neuf cellules dans chacune des couches 3 × 3.

## Variantes
Le puzzle de Slothouber–Graatsma est un exemple d'empilement de cube à l'aide polycubes convexes. Il existe plus généralement des énigmes impliquant l'empilement de blocs convexes rectangulaires. L'exemple le plus connu est le puzzle de Conway qui demande l'empilement de dix-huit blocs convexes rectangulaires dans une boîte de 5 x 5 x 5. Un problème d'empilement plus complexe de blocs convexes rectangulaires est d'empiler quarante-et-un blocs de 1 x 2 x 4 dans une boîte de 7 x 7 x 7 (ce qui laisse 15 trous) ; la solution est analogue au cas  5 x 5 x 5, et ont trois trous cubiques de 1 x 1 x 5 dans des directions perpendiculaires couvrant les 7 couches.